# Куровичі
Куро́вичі — село в Україні, у Глинянській міській громаді, Львівського району, Львівської області. У 1939—2020 роках село було адміністративним центром Куровицької сільської ради Золочівського району, якій були підпорядковані села Куровичі, Печенія та Солова. Від 2020 року органом місцевого самоврядування є Глинянська міська громада, що належить до Львівського району, Львівської області. Населення становить 1185 осіб (станом на 2024 рік).

## Населення
Станом на січень 1939 року у селі мешкало 1980 осіб, з них: 1210 українців, 160 поляків, 580 латинників та 30 юдеїв, наприкінці 1960-х років — 1413 осіб. За даними всеукраїнського перепису населення 2001 року у селі мешкало 1355 осіб. Станом на 1 січня 2010 року в селі мешкало 1262 особи.
Мова
Розподіл населення за рідною мовою за даними перепису 2001 року::
| українська | 1334 | 98,45 |
| російська  | 11   | 0,81  |
| польська   | 7    | 0,52  |
| білоруська | 2    | 0,14  |
| інші       | 1    | 0,08  |

## Географія
Село Куровичі лежить на відстані 32 км від міста Львова, яке є одночасно і обласним і районним центром та 15 км — від адміністративного центру міської громади. Воно межує на півночі з Вижнянами, на південному сході — з Туркотином, на півдні — з селом Солова, на заході — з селом Печенія. Через село проходить міжнародний автошлях М09, що сполучає Тернопіль зі Львовом та пропускним пунктом Рава-Руська, звідки прямує на Люблін, а далі — на Варшаву. Відстань до найближчої залізничної станції Задвір'я складає 14 км. Через село тече Тимковецький Потік — ліва притока річки Перегноївки (басейн Західного Бугу).

## Топоніми
Географічні назви (Вістрів, Завалля, Заколоддя, Зарівля) свідчать, про те, що місцевість була заселена східними слов'янами ще в далеку давнину. Із слів старожилів відомо, що село Куровичі 350—400 років тому називалося «Коровичі». Ця назва виникла від перших поселенців пастухів, які, в багатій на випас худоби долині, збудували собі тваринницькі приміщення, так звані «коров'ярні». При зростанні населення і утворенні населеного пункту село стало називатися Коровичі, а з середини XIX століття воно вже стало називатися Куровичі.
Можливо, село виникло як поселення роду якогось Куровця чи Курослава.
Інша легенда розповідає про те, що назва села виникла в часи визвольної війни українського народу з польською шляхтою під керівництвом Богдана Хмельницького. У маєтку графа Потоцького зібралися пани на віче. Тоді падали сильні дощі, розлилася річка і шляхта не мала можливості роз'їхатися. За цей час шляхта поїла всіх курей у маєтку графа Потоцького, через що це віче дістало назву «Куряче віче». Від чого і пішла назва села Куровичі.

### Урбаноніми
Кількість елементів інфраструктури в селі — це 10 вулиць з 186 будинками.
Вулиці
- Героїв України
- Лесі Українки
- Львівська
- Незалежності
- Перемоги
- Поштова
- Українська
- Франка Івана
- Шашкевича Маркіяна
- Шевченка Тараса

## Історія

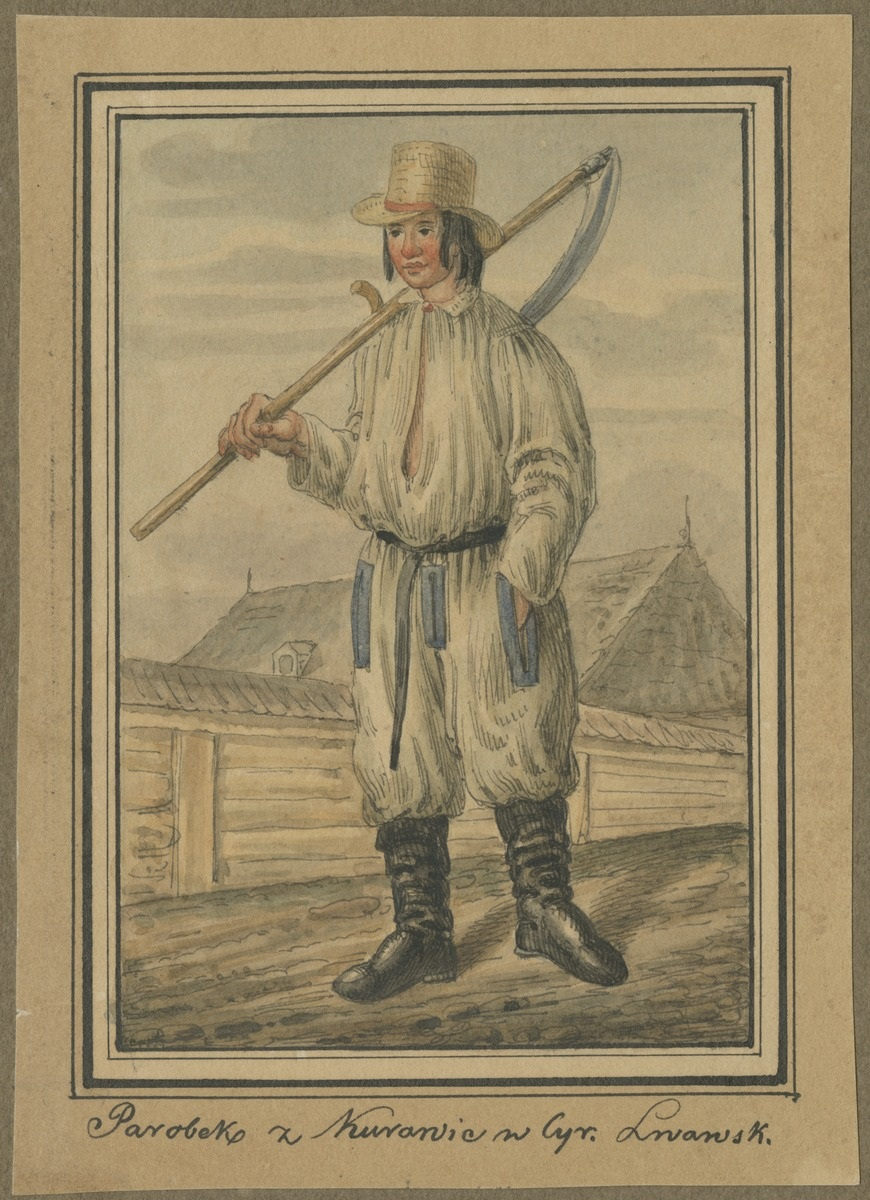
Парубок з Куровичів (Львівський циркуль; 1836)

У XIV столітті ця місцевість мала назву Млинівці і належала боярину Яну Глебу Дятковичу зі Свіржа, коломийському старості і галицькому воєводі. Власне село Куровичі заклав син Яна Глеба, Миколай з Романова Романовський. У 1400 році Куровичі входили до ключа, відомого як Клусівщина та належали Яну Клусу з сусідніх Вижнян (про це є згадка в документі архієпископа Якуба Стрепи від 25 серпня 1400 року). З 1772 року Куровичі опинилися у складі Австрійської імперії. Пізніше разом з ключем почергово переходили у власність Куропатницьких, Грабянків, Гєдзінських, Ольшевських, Чарторийських, Любомирських, а з 1820 року — Потоцьких, які й господарювали тут аж до початку Другої світової війни. 
У 1860-х роках громадою Куровичів було збудовано церкву святого Миколая (не збереглася).
У 1909—1944 роках проходила залізниця Львів — Підгайці.
Директором місцевої чотирикласної державної школи у 1926 році була Гелена Дячко, а другим вчителем — Гелена Іхньовська.
У період збройної боротьби ОУН та УПА в Куровичах діяла станиця ОУН: станичний Михайло Флис (псевдо «Серна», загинув у 1945 році), котра безпосередньо підпорядковувалася Станимирському кущовому проводові та посередньо Глинянському районному проводові ОУН. Ветеранами ОУН-УПА були, зокрема, Петро Бундза (псевдо «Гранітний»), Михайло Макар (псевдо «Остап»), обидва — політв'язні радянських концтаборів.
За радянських часів в селі була центральна садиба колгоспу 40-річчя КПУ. Господарство спеціалізувалося на вирощуванні зернових культур (жито, пшениця), займалося птахівництвом. З допоміжних підприємств працювали цегельня та млин, а також меблевий комбінат.
На сьогоднішній день в селі Куровичі зареєстровані та діють три релігійні громади — громада ПЦУ, а також римо-католицька громада Святого Антонія та греко-католицька громада Благовіщення Пресвятої Богородиці.

## Пам'ятки, визначні місця

### Костел святого Антонія
Місцеві католики до 1939 року належали до парафії в сусідніх Вижнянах. Католиків було усього близько 500 (станом на 1885 рік). Така громада потребувала власного храму. Тому на початку 1930-х років розпочалося будівництво святині. У серпні 1934 року було затверджено проєкт костелу авторства Стефана Богдановича, у вересні освятили наріжний камінь під здійснюване завдяки зусиллям настоятеля о. Я. Пенкальського будівництво мурованого філіального костелу на земельній ділянці, подарованій гміною. 1938 року коштом парафіян та Альфреда Потоцького завершили спорудження храму, а 31 липня 1938 року єпископ-помічник Евгеніуш Базяк освятив костел на честь святого Мартина. У вересні того ж року, було освячено дзвони храму. Правилося в костелі до травня 1946 року, коли останній куровицький пастор Андрій Громадзький виїхав до Польщі, прихопивши із собою майно не лише цього храму, але й з костелу святого Миколая у Вижнянах та з каплиці у Соловій. У 1946—1990 роках святиня використовувалася як зерносховище. 1990 року святиню повернули вірним. 8 серпня 1990 року повернений костел освятили на честь святого Антонія. Нині парафію Святого Антонія обслуговують отці Салезіани (Побожне товариство Святого Франциска Салезького) з парафії святого Миколая у Бібрці.

### Меморіали, пам'ятники
- Пам'ятник Борцям за волю України.
- Пам'ятник на братській могилі радянських воїнів (авторство — скульптор Володимир Бець, архітектор Іван Наконечний), встановлений біля сільської ради[19]. Мав статус пам'ятки історії Золочівського району під охоронним № 459. Демонтований 5 травня 2023 року[20].
- Пам'ятник Тарасові Шевченку, встановлений на місці, де колись розташовувалися церква святого Миколая та прицерковний цвинтар[10].

## Відомі люди
- Гоїв Іван Григорович (1860—1952) — громадський і церковний діяч на Покутті, співзасновник філій товариств «Просвіта», «Скала» та «Боян» у Снятині. Диригент церковних та світських хорових ансамблів, дяк церкви Чуда Святого Архистратига Михаїла у Снятині. Народився в Куровичах[21][22].
- Станіслав Нараєвський (1860—1943) — римо-католицький священник, доктор богослов'я, професор і ректор Львівського університету (1922—1923).
- Швайка Володимир Петрович (2 липня 1958, Куровичі — 11 січня 2019, Куровичі) — український військовик, доброволець 8-го окремого батальйону УДА «Аратта». учасник російсько-української війни з вересня 2016 по вересень 2018 року[23]. Служив в Юр'ївці Маріупольського району на Донеччині. Позивний «Дєд Вова». Повернувся додому у вересні 2018 року через другий інфаркт. 11 січня 2019 року Володимир Швайко помер після третього інфаркту. У чоловіка залишилися дружина та дев'ять дочок[24].

## Інфраструктура
В селі діє Куровицький заклад загальної середньої освіти I—III ступенів імені Миколи Лемика, розрахований на 360 учнів, а для найменших мешканців села працює дошкільний навчальний заклад — дитячий садок «Колосок». Усі урочисті заходи проходять у сільському Народному домі.